# Kollhoff-Tower
La Kollhoff-Tower est un bâtiment de 101 mètres et 25 étages, à Berlin en Allemagne. Vu de la Potsdamer Platz, il occupe une position centrale dans le quartier nouvellement construit au début des années 1990 après la chute de la RDA et la réunification. Le bâtiment, qui porte le nom de son concepteur Hans Kollhoff du bureau d'architectes Kollhoff und Timmermann Architekten, est achevé en 1999.
Avec la BahnTower au nord (103 mètres) et la Forum Tower conçue par Renzo Piano au sud, il forme un ensemble de hauts bâtiments au centre de la capitale allemande. Kollhoff et Timmermann Architects ont également conçu le gratte-ciel Delbrück du Beisheim Center situé à proximité. Les deux bâtiments sont conçus dans le style des gratte-ciels du début du XXe siècle.
Les étages inférieurs sont destinés aux commerce de détail, les étages supérieurs sont réservés aux bureaux. Tout en haut se trouve depuis le 15 avril 2000 une plate-forme d'observation à laquelle mène l'ascenseur de passagers le plus rapide d'Europe, progressant de 8,65 mètres par seconde.

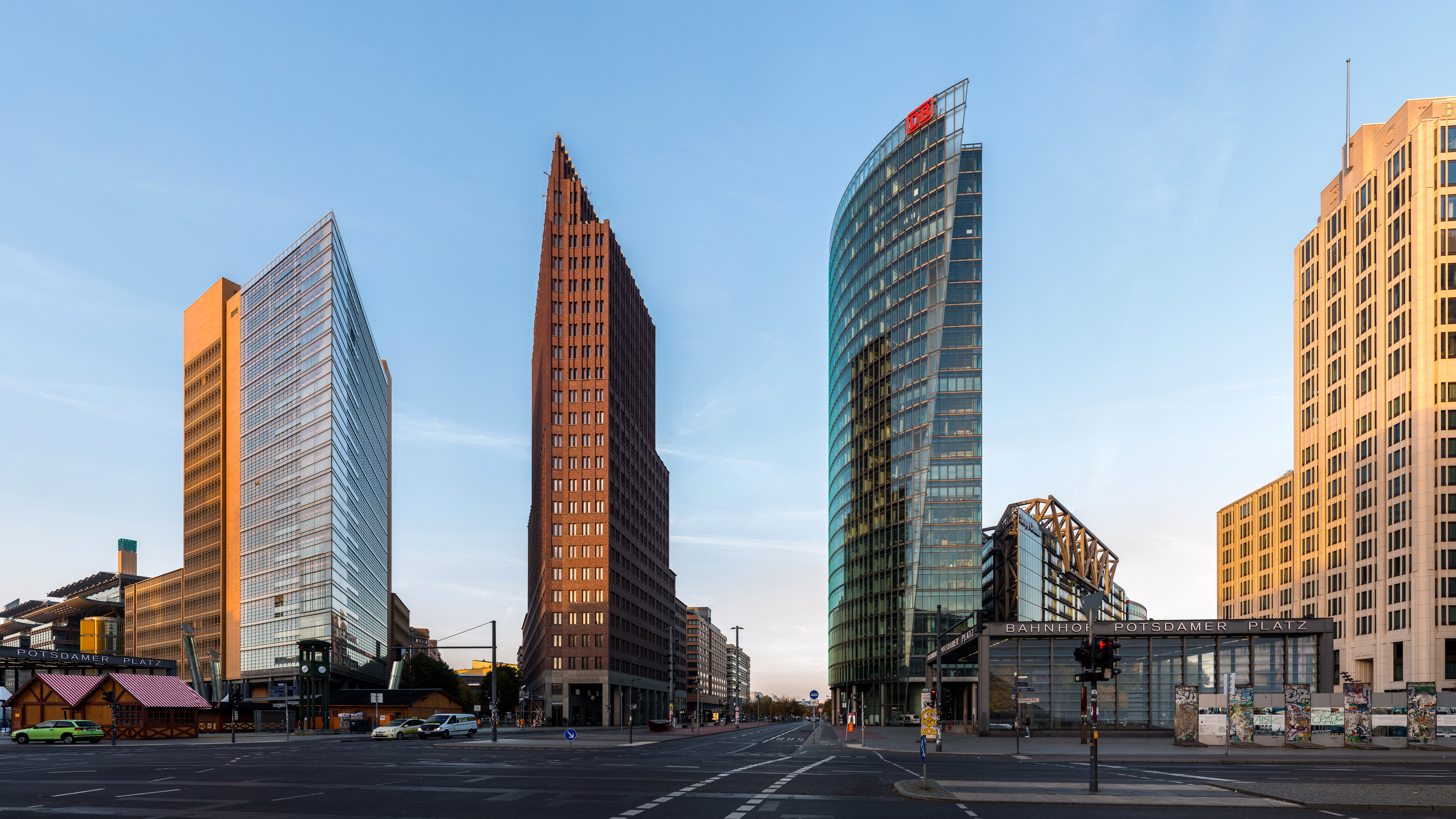
De gauche à droite : Atrium Tower (de), Kollhoff-Tower, BahnTower et Beisheim Center.
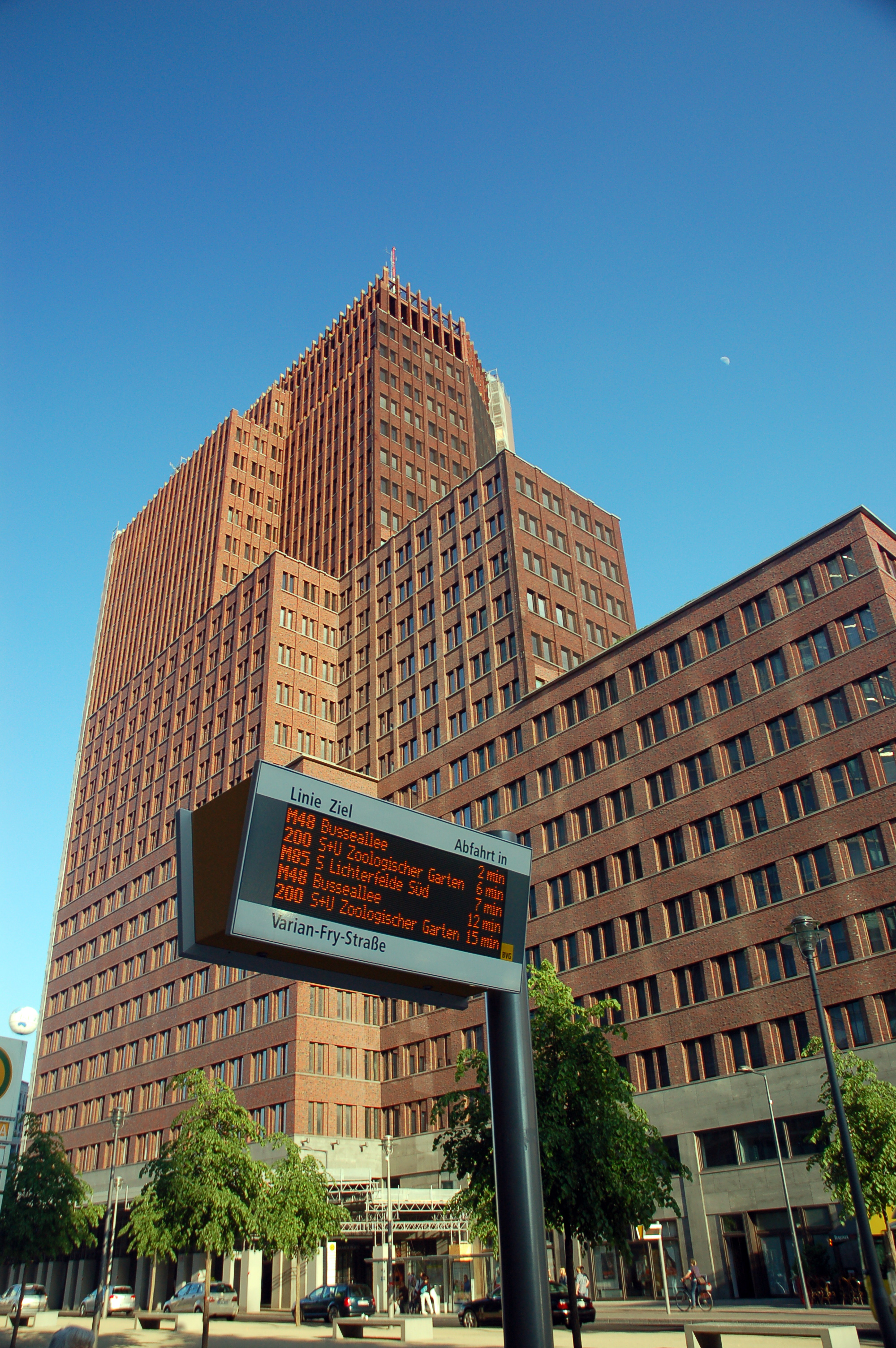
Vue arrière.
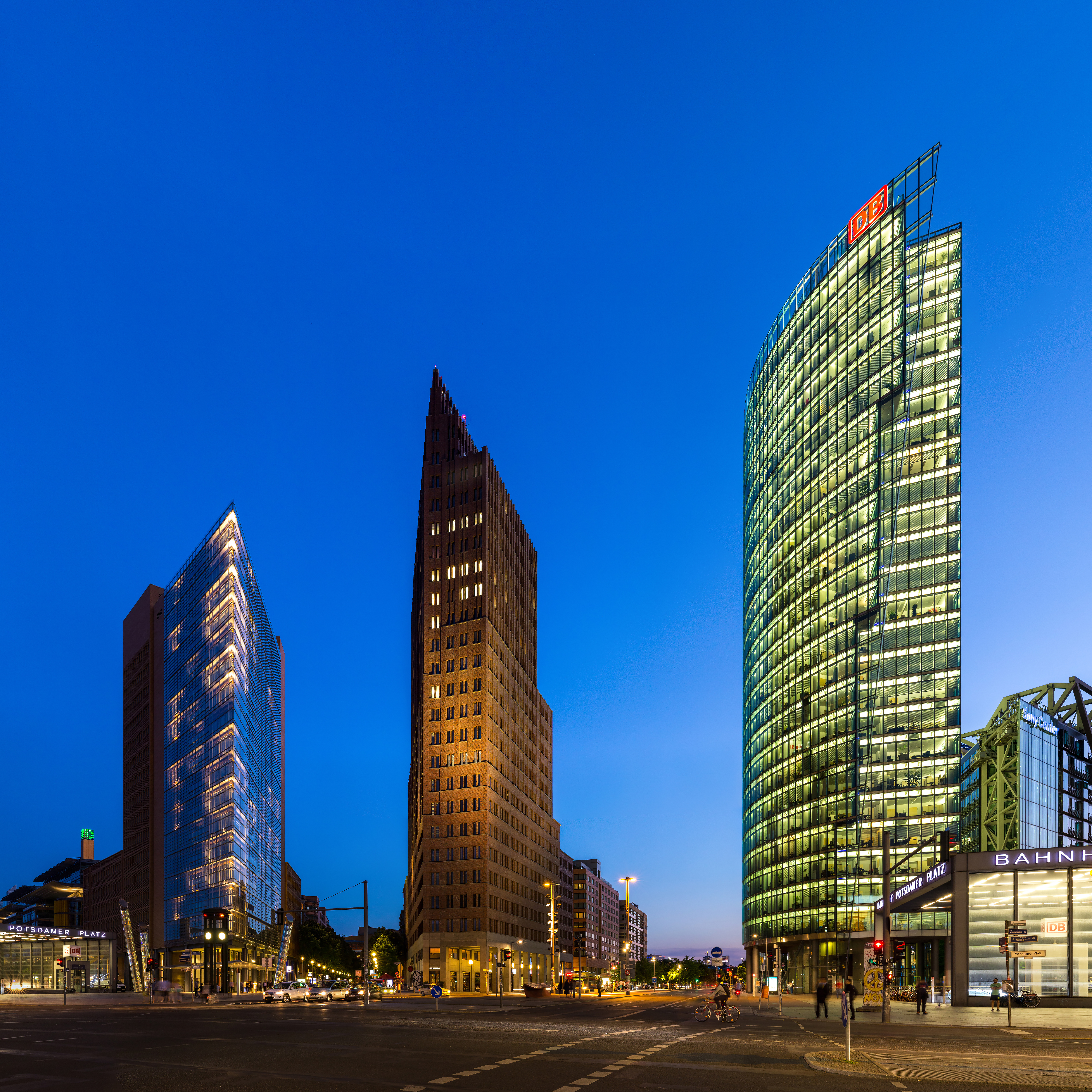
Vue le soir.
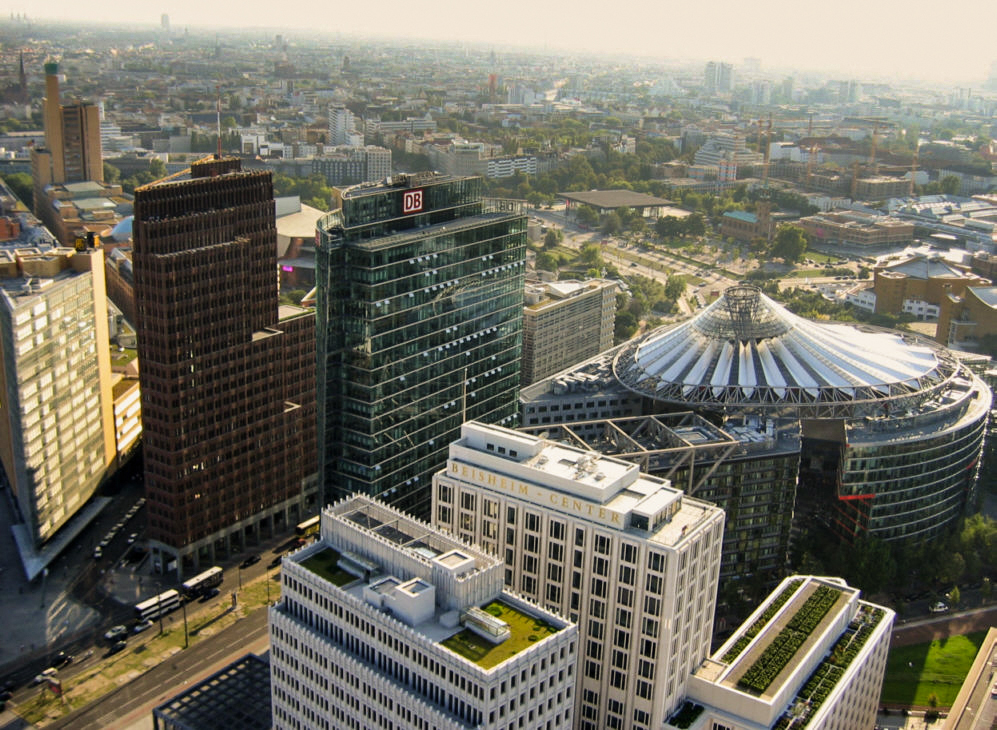
Vue aérienne.
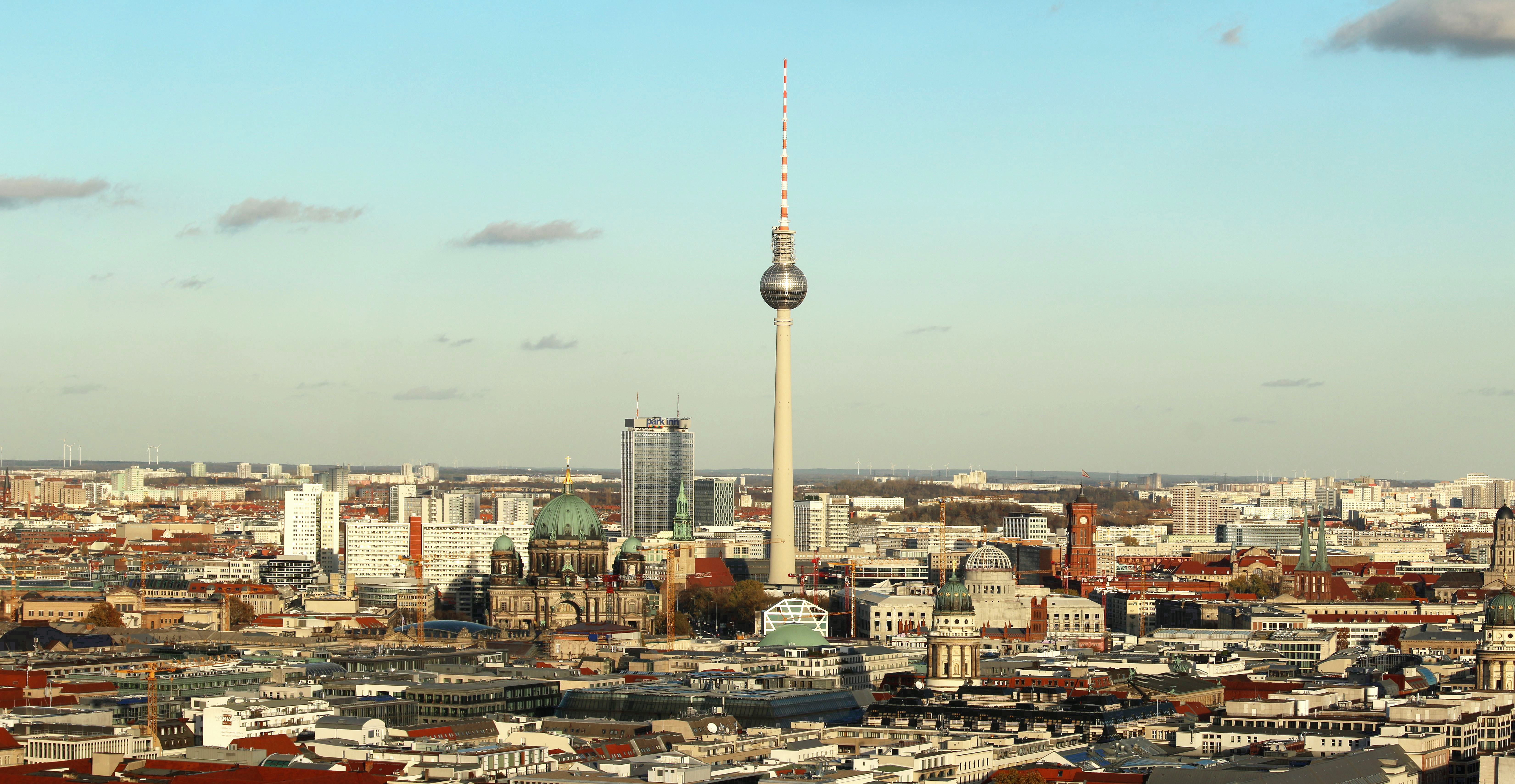
Vue depuis la plate-forme d'observation de la tour.
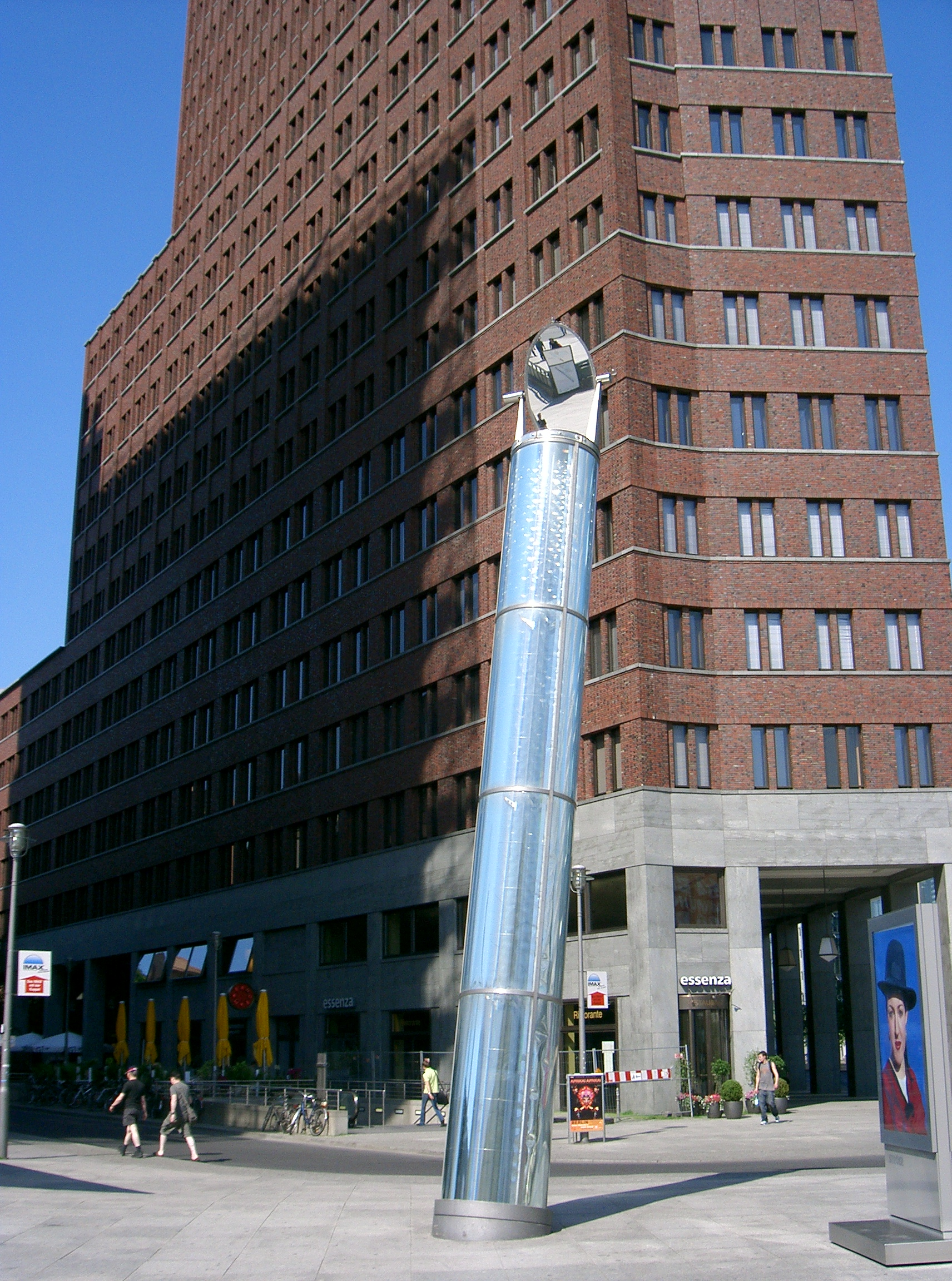
Tube lumineux à la base de la tour.
Vue sur le Tiergarten, la BahnTower et le centre-ville.
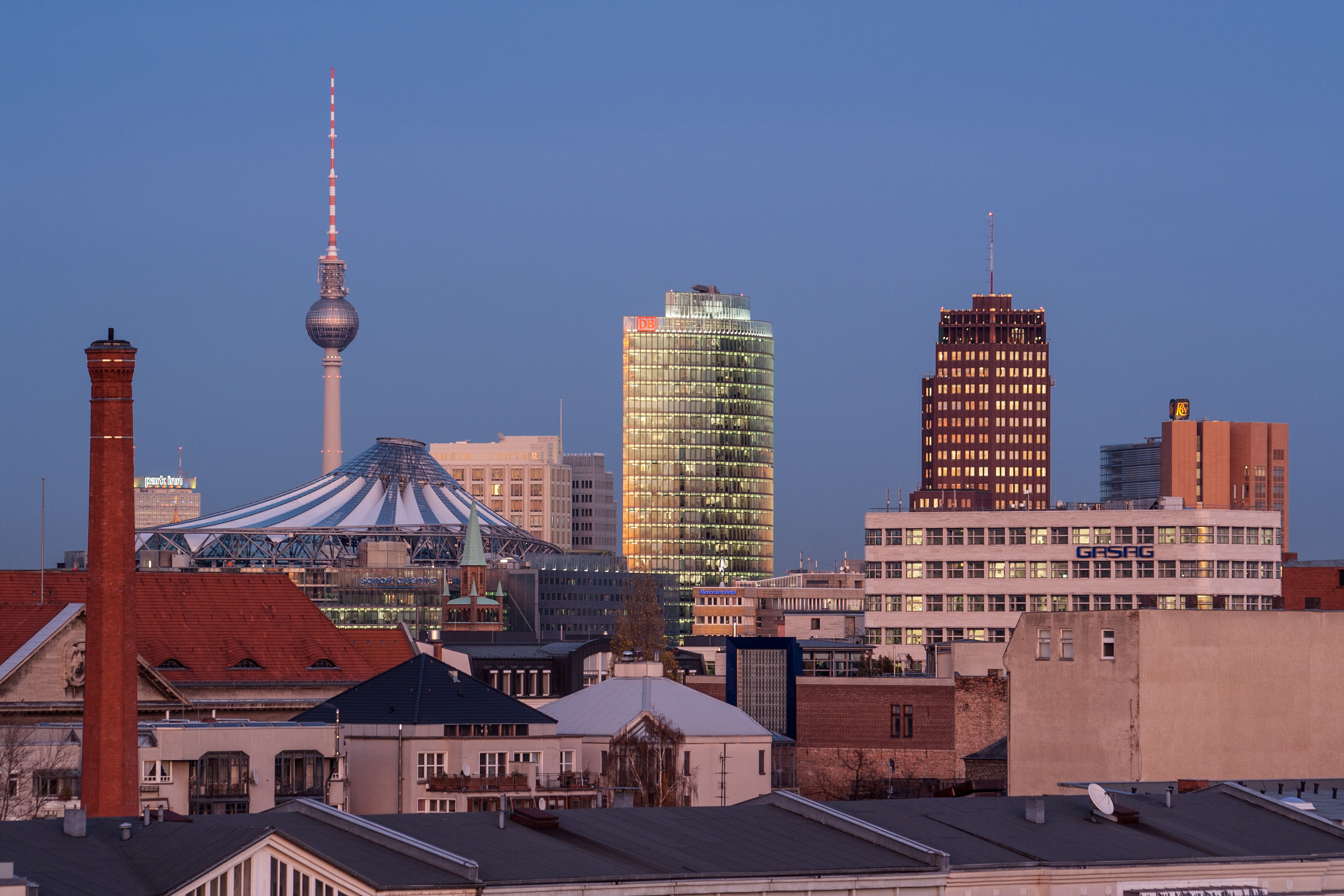
Avec la tour de télévision en arrière-plan.